# Cuy-Saint-Fiacre
Cuy-Saint-Fiacre is een gemeente in het Franse departement Seine-Maritime (regio Normandië) en telt 531 inwoners (1999). De plaats maakt deel uit van het arrondissement Dieppe.

## Geografie
De oppervlakte van Cuy-Saint-Fiacre bedraagt 9,6 km², de bevolkingsdichtheid is 55,3 inwoners per km².
De onderstaande kaart toont de ligging van Cuy-Saint-Fiacre met de belangrijkste infrastructuur en aangrenzende gemeenten.

## Demografie
Onderstaande figuur toont het verloop van het inwonertal (bron: INSEE-tellingen).